# Willys Overland Crossley

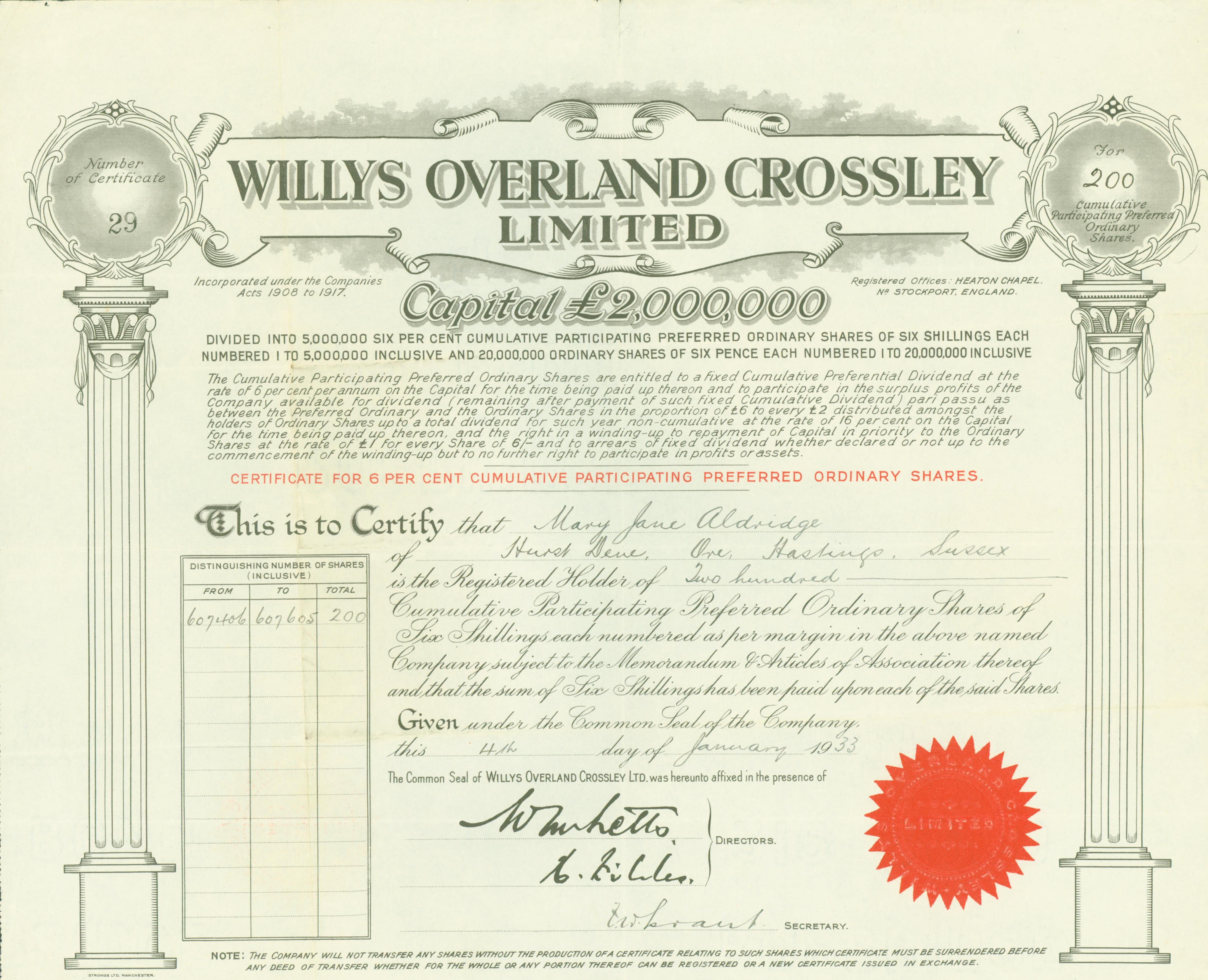
Vorzugsaktie der Willys Overland Crossley Ltd vom 4. Januar 1933

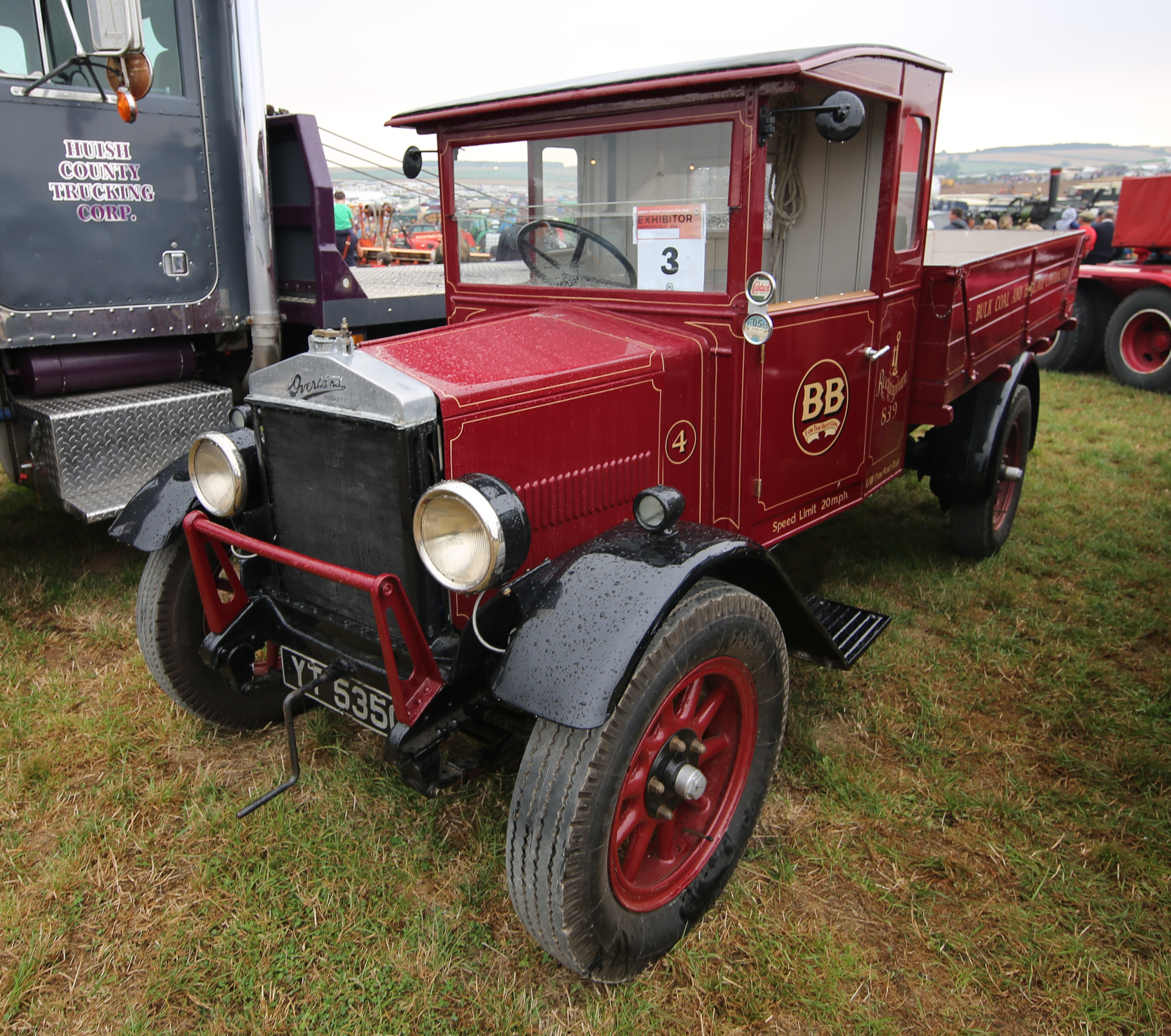
Lkw von 1927

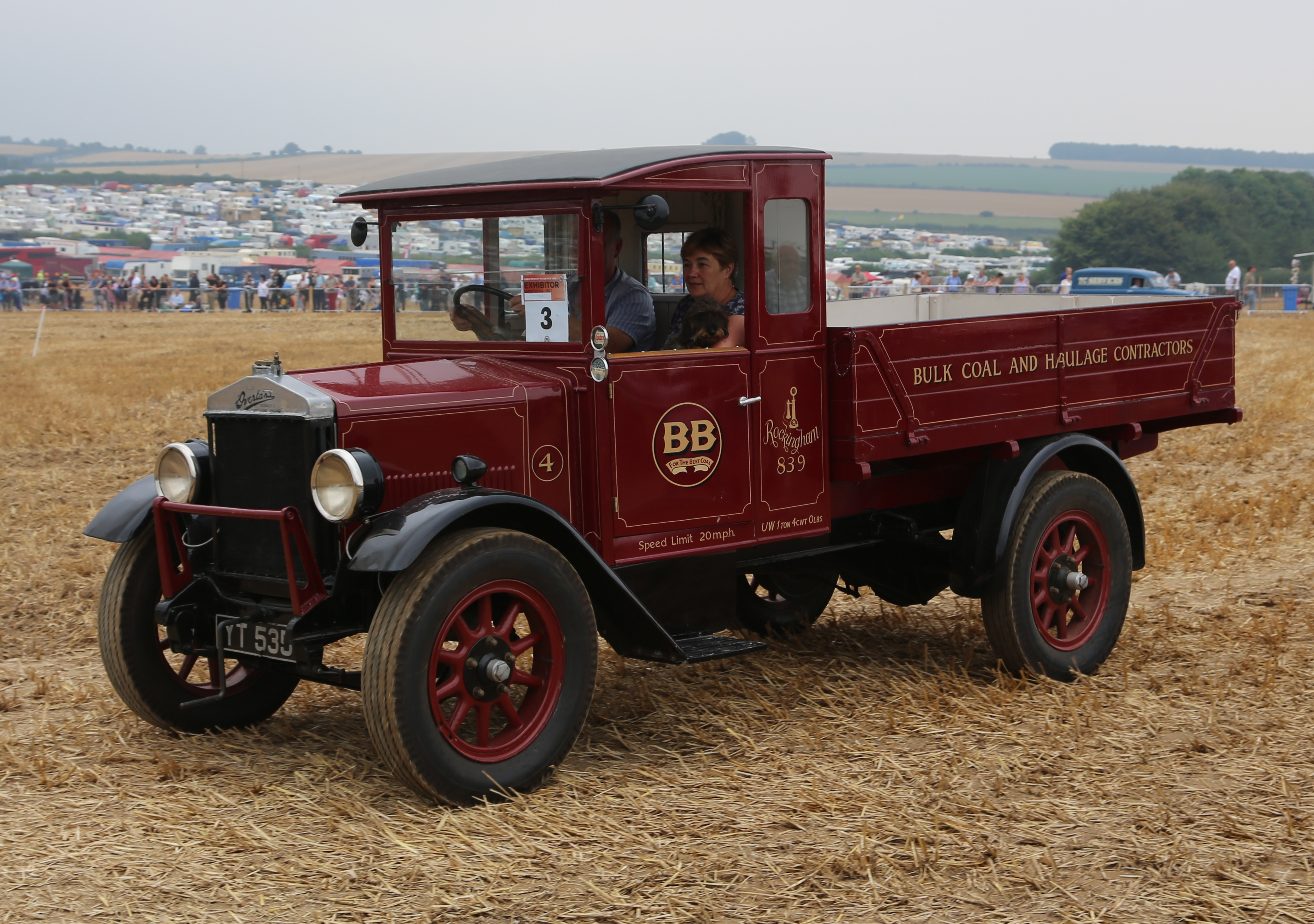
Seitenansicht

Willys Overland Crossley war ein britischer Hersteller von Automobilen.

## Unternehmensgeschichte
Willys-Overland und Crossley Motors gründeten 1919 das Unternehmen. Der Sitz war in Stockport. 1920 begann die Montage von Kraftfahrzeugen. Genannt werden Personenkraftwagen, Lastkraftwagen und Omnibusse. Der Markenname lautete Overland, für Nutzfahrzeuge ab 1928 auch Manchester. 1932 stieg Crossley aus dem Gemeinschaftsunternehmen aus. 1933 oder 1934 endete die Produktion. Das Unternehmen wurde liquidiert. Die Fairey Aviation Company übernahm das Werk.

## Fahrzeuge
Die Pkw entsprachen weitgehend den amerikanischen Modellen von Overland und Willys. Genannt werden auch Willys-Knight und Whippet. 1925 erhielt ein Modell einen Motor von der Morris Motor Company.
1926 erschien ein Lkw, der etwas eigenständiger war. Er hatte einen Vierzylindermotor mit SV-Ventilsteuerung und etwa 2500 cm³ Hubraum. Nur Motor, Dreiganggetriebe und die Achsen wurden importiert. Die Nutzlast betrug etwa 1270 kg. 1928 kam ein größeres Modell mit 3,6-Liter-Motor, 43 PS Leistung und 1780 kg Nutzlast dazu. 1929 war es sowohl mit sechs Rädern als auch als Omnibus mit 14 Sitzen erhältlich. 1930 erschien ein 2,5-Tonner. 1932 war als größtes Modell ein Frontlenker mit einem 3,3-Liter-Vierzylindermotor mit OHV-Ventilsteuerung geplant, bei dem unklar ist, ob er in Serienproduktion ging. Außerdem entstanden zwischen 1929 und 1931 einige Fahrzeuge auf Pkw-Basis.

## Erhaltene Fahrzeuge
Ein 1921er Tourenwagen mit dem irischen Kennzeichen YI 2409 wurde Anfang 2021 für 18.495 Pfund Sterling (etwa  22.200 Euro) angeboten.
Das Auktionshaus Bonhams versteigerte am 22. Juni 2007 einen Pkw von 1927 mit dem britischen Kennzeichen UL 4878 für 6704 Euro.